# Liga I 2023-2024
La Liga I 2023-2024, anche nota come Superliga 2023-2024 è stata la 106ª edizione della massima serie del campionato rumeno di calcio, iniziata il 14 luglio 2023 e terminata il 27 maggio 2024.

## Stagione

### Novità
Dalla Liga I 2022-2023 sono retrocesse Mioveni e Chindia Târgoviște, ultime due classificate, e Argeș Pitești, sconfitta nello spareggio promozione/retrocessione.
Dalla Liga II 2022-2023 sono stati promossi il FC Politehnica Iași e l'Oțelul Galați, rispettivamente prima e seconda in classifica, e la Dinamo Bucarest, vincitore dello spareggio promozione/retrocessione.

### Formula
Come nella precedente stagione, il campionato si svolge in due fasi: nella prima le sedici squadre partecipanti giocano un girone di andata e ritorno, per un totale di 30 giornate. Al termine di esse, le squadre vengono divise in due gruppi: le prime sei giocano un girone di andata e ritorno per il titolo, per un totale di 10 ulteriori giornate, mentre le ultime dieci giocano un girone di sola andata per non retrocedere in Liga II, per un totale di 9 ulteriori giornate.
La prima classificata al termine del girone scudetto è campione di Romania e qualificata per la UEFA Champions League 2024-2025. La seconda classificata è qualificata per la UEFA Conference League 2024-2025, mentre la terza giocherà uno spareggio contro la vincente di un ulteriore spareggio tra le prime due classificate del girone retrocessione per un ulteriore posto in UEFA Conference League. Le ultime due del girone retrocessione vengono automaticamente retrocesse in Liga II, mentre le squadre classificate terzultima e quartultima giocano uno spareggio promozione/retrocessione contro altre due squadre di Liga II.

## Squadre partecipanti
| Club                | Stagione | Città           | Stadio                                 | Stagione precedente           |
| ------------------- | -------- | --------------- | -------------------------------------- | ----------------------------- |
| U Cluj              | dettagli | Cluj-Napoca     | Stadio Cluj Arena                      | 10º posto in Liga I           |
| Dinamo Bucarest     | dettagli | Bucarest        | Stadio Dinamo                          | 3º posto in Liga II, promosso |
| FCU Craiova         | dettagli | Craiova         | Stadio Ion Oblemenco                   | 7º posto in Liga I            |
| Botoșani            | dettagli | Botoșani        | Stadio Municipal Botosani              | 11º posto in Liga I           |
| FC Politehnica Iași | dettagli | Iași            | Stadio Emil Alexandrescu               | 1º posto in Liga II, promosso |
| CFR Cluj            | dettagli | Cluj-Napoca     | Stadio Dr. Constantin Rădulescu        | 3º posto in Liga I            |
| Rapid Bucarest      | dettagli | Bucarest        | Stadio Valentin Stanescu               | 5º posto in Liga I            |
| U Craiova           | dettagli | Craiova         | Stadio Ion Oblemenco                   | 4º posto in Liga I            |
| Petrolul Ploiești   | dettagli | Ploiești        | Stadio Ilie Oană                       | 8º posto in Liga I            |
| FCSB                | dettagli | Bucarest        | Arena Națională                        | 2º posto in Liga I            |
| Hermannstadt        | dettagli | Sibiu           | Stadio Municipal Sibiu                 | 12º posto in Liga I           |
| Oțelul Galați       | dettagli | Galați          | Stadio Oțelul                          | 2º posto in Liga II, promosso |
| Sepsi               | dettagli | Sfântu Gheorghe | Stadio Sepsi Arena                     | 6º posto in Liga I            |
| UTA Arad            | dettagli | Arad            | Stadio Francisc von Neuman             | 13º posto in Liga I           |
| Farul Costanza      | dettagli | Costanza        | Stadio Viitorul Gheorghe Hagi (Ovidiu) | 1º posto in Liga I            |
| Voluntari           | dettagli | Voluntari       | Stadio Anghel Iordănescu               | 9º posto in Liga I            |

## Allenatori e Primatisti
| Squadra             | Allenatore | Calciatore più presente | Cannoniere |
| ------------------- | --- | ----------------------- | ---------- |
| U Cluj              | Anton Petrea(1ª-6ª) Ioan Ovidiu Sabau (7ª-) |                         |            |
| Dinamo Bucarest     | Ovidiu Burcă (1ª-17ª) Željko Kopić (18ª-) |                         |            |
| FCU Craiova         | Florin Drăgan (1ª ad interim) Nicolae Dică (2ª-7ª) Paul Răducan (8ª-12ª) Giovanni Costantino (13ª-28ª) Valentin David (29ª ad interim) Nicolò Napoli (30ª-2ª puole retrocessione) Eugen Trică (3ª poule retrocessione-) |                         |            |
| Botoșani            | Marius Croitoru (1ª-7ª) Dan Alexa (8ª-14ª) Andrei Patache (15ª-21ª) Bogdan Andone (22ª-) |                         |            |
| FC Politehnica Iași | Leontin Grozavu (1ª-2ª poule retrocessione) Tony (3ª poule retrocessione-) |                         |            |
| CFR Cluj            | Andrea Mandorlini (1ª-22ª) Adrian Mutu (23ª-2ª poule scudetto) Ovidiu Hoban (3ª poule scudetto-7ª poule scudetto ad interim) Dan Petrescu (8ª poule scudetto-)                                                          |                         |            |
| Rapid Bucarest      | Cristiano Bergodi (1ª-4ª poule scudetto) Bogdan Lobonț (5ª poule scudetto- ad interim) |                         |            |
| U Craiova           | Eugen Neagoe (1ª-2ª) Laurențiu Reghecampf (3ª-9ª) Corneliu Papură (10ª-15ª) Ivaylo Petev (16ª-3ª poule scudetto) Dragoș Bon (4ª poule scudetto ad interim) Constantin Gâlcă (5ª poule scudetto-)                        |                         |            |
| Petrolul Ploiești   | Florin Pârvu (1ª-30ª) Florin Stîngă (1ª poule retrocessione-3ª poule retrocessione ad interim) László Balint (4ª poule retrocessione-)                                                                                  |                         |            |
| FCSB                | Īlias Charalampous |                         |            |
| Hermannstadt        | Marius Măldărășanu |                         |            |
| Oțelul Galați       | Dorinel Munteanu |                         |            |
| Sepsi               | Liviu Ciobotariu (1ª-17ª) Bernd Storck (18ª-) |                         |            |
| UTA Arad            | Mircea Rednic |                         |            |
| Farul Costanza      | Gheorghe Hagi |                         |            |
| Voluntari           | Ilie Poenaru (1ª-23ª) Nicolae Dică (24ª-30ª) Florin Pârvu (1ª poule retrocessione-) |                         |            |

## Classifica
Aggiornato al 4 marzo 2024.
| Pos. | Squadra             | Pt | G  | V  | N  | P  | GF | GS | DR  |
| ---- | ------------------- | -- | -- | -- | -- | -- | -- | -- | --- |
| 1.   | FCSB                | 64 | 30 | 19 | 7  | 4  | 53 | 28 | +25 |
| 2.   | Rapid Bucarest      | 55 | 30 | 15 | 10 | 5  | 55 | 32 | +23 |
| 3.   | CFR Cluj            | 53 | 30 | 15 | 8  | 7  | 54 | 29 | +25 |
| 4.   | U Craiova           | 49 | 30 | 13 | 10 | 7  | 47 | 38 | +9  |
| 5.   | Farul Costanza      | 43 | 30 | 11 | 10 | 9  | 37 | 38 | -1  |
| 6.   | Sepsi               | 43 | 30 | 13 | 7  | 11 | 43 | 34 | +9  |
| 7.   | U Cluj              | 42 | 30 | 10 | 12 | 8  | 35 | 38 | -3  |
| 8.   | UTA Arad            | 40 | 30 | 10 | 10 | 10 | 36 | 43 | -7  |
| 9.   | Hermannstadt        | 40 | 30 | 9  | 13 | 8  | 36 | 31 | +5  |
| 10.  | Petrolul Ploiești   | 35 | 30 | 7  | 14 | 9  | 29 | 32 | -3  |
| 11.  | Oțelul Galați       | 34 | 30 | 6  | 16 | 8  | 31 | 36 | -5  |
| 12.  | FC Politehnica Iași | 33 | 30 | 7  | 12 | 11 | 33 | 44 | -11 |
| 13.  | FCU Craiova         | 31 | 30 | 9  | 4  | 17 | 43 | 50 | -7  |
| 14.  | Dinamo Bucarest     | 29 | 30 | 8  | 5  | 17 | 22 | 41 | -19 |
| 15.  | Voluntari           | 28 | 30 | 6  | 10 | 14 | 31 | 49 | -19 |
| 16.  | Botoșani            | 21 | 30 | 3  | 12 | 15 | 30 | 52 | -22 |

Legenda:
      Ammessa alla Poule scudetto
      Ammessa alla Poule retrocessione
Regolamento:
Tre punti per la vittoria, uno per il pareggio, zero per la sconfitta.
Fonte: https://lpf.ro/liga-1/